# خلوق (اسم)
خلوق هو اسم علم مذكر من أصل عربي، ومعناه هو جاء الاسم على صيغة المبالغة وهو ذو الأخلاق الحميدة المقدر بين القوم، ذوالمروءة، والخلوق ضرب من الطيب المختلط أعظم أجزائه الزعفران.

## شخصيات تحمل الاسم
- خلوق أوزدالجا (سياسي تركي، 1948 – )
- خلوق إيبك (سياسي تركي، 2 فبراير 1963 – )

## وصلات خارجية
- موسوعة السلطان قابوس لأسماء العرب نسخة محفوظة 5 أبريل 2019 على موقع واي باك مشين.